# 我孫子駅 (千葉県)

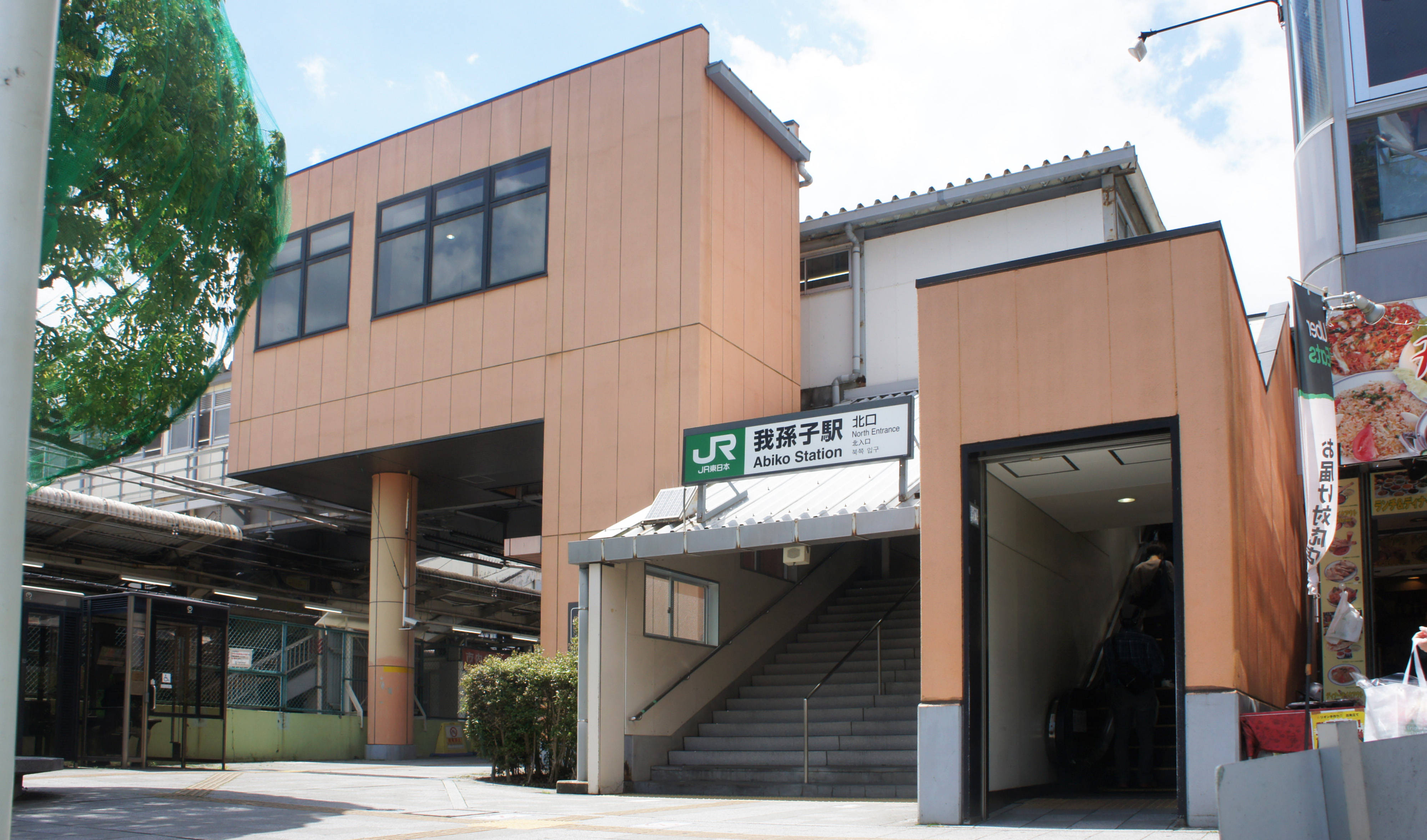
北口（2021年5月）

我孫子駅（あびこえき）は、千葉県我孫子市本町二丁目にある、東日本旅客鉄道（JR東日本）の駅である。

## 概要
当駅は我孫子市の中心駅であり、江戸時代より水戸街道において本陣・脇本陣が置かれた宿場町「我孫子宿」に位置する。
江戸時代には利根川による水運が栄え、手賀沼湖畔の景観は風光明媚な土地であったため、明治時代末頃、志賀直哉、武者小路実篤、柳宗悦、バーナード・リーチなどの著名な文化人が居を構えたり湖畔に別荘を持ったことで「北の鎌倉」と称され、文学の街「我孫子」として白樺派の拠点となる。駅南東方はかつての宿場町「我孫子宿」であるが、全体的に交通の利便性から新興住宅地が増えた地域である。
南口はけやきプラザ（地下1階 - 地上12階の複合施設）、手賀沼公園（手賀沼、ボート乗り場、生涯学習センター）、我孫子市民図書館、我孫子市役所、山階鳥類研究所、我孫子市鳥の博物館などの主要施設のほか、ABBY CUORE（アビイクオーレ）、イトーヨーカドー我孫子南口店などの商業施設がある。南口から国道356号（旧水戸街道）に通じる 県道195号はかつて停車場通りと呼ばれ、大正期から昭和初期には旅館が10軒ほどあったほか、東葛銀行のほか多くの商店が古くから建ち並び、町の中心部として栄えていた。1973年（昭和48年）より駅前土地区画整理事業が始まり、1999年（平成11年）3月25日に現在の南口駅前広場が完成した。北口は常磐線の複々線化に伴う駅舎建て替え時に開設され、東武ストア我孫子店、あびこショッピングプラザ、イトーヨーカドー我孫子南口店などの商業施設や大型マンションが建設されている。

## 乗り入れ路線
当駅に乗り入れている路線は、線路名称上は常磐線と成田線（我孫子支線）であり、このうち常磐線を所属線としている。常磐線の運行系統としては快速線を走る常磐快速線と緩行線を走る常磐緩行線（各駅停車）がある。
常磐線の駅番号は快速が「JJ 08」、各駅停車が「JL 30」。
当駅は直営駅（駅長配置）であり、みどりの窓口・自動券売機・指定席券売機・自動改札機・自動精算機などの設置駅である。

## 歴史

### 設立の経緯
当駅を現在の場所に誘致したのは飯泉喜雄である。我孫子に生まれた飯泉は、日本鉄道株式会社の鉄道計画を知り、「鉄道なくして町の繁栄はない」との思いから、私財を投じて用地を提供した。もともと所有していた土地を、町外れの原野であった現在の駅周辺の土地と交換し、用地を確保した。その後、その用地を日本鉄道に無償提供し、停車場の誘致を行ったため、我孫子駅の設置が当地に決定した。日本鉄道土浦線の開通と同時に開業した駅の1つである。

### 年表

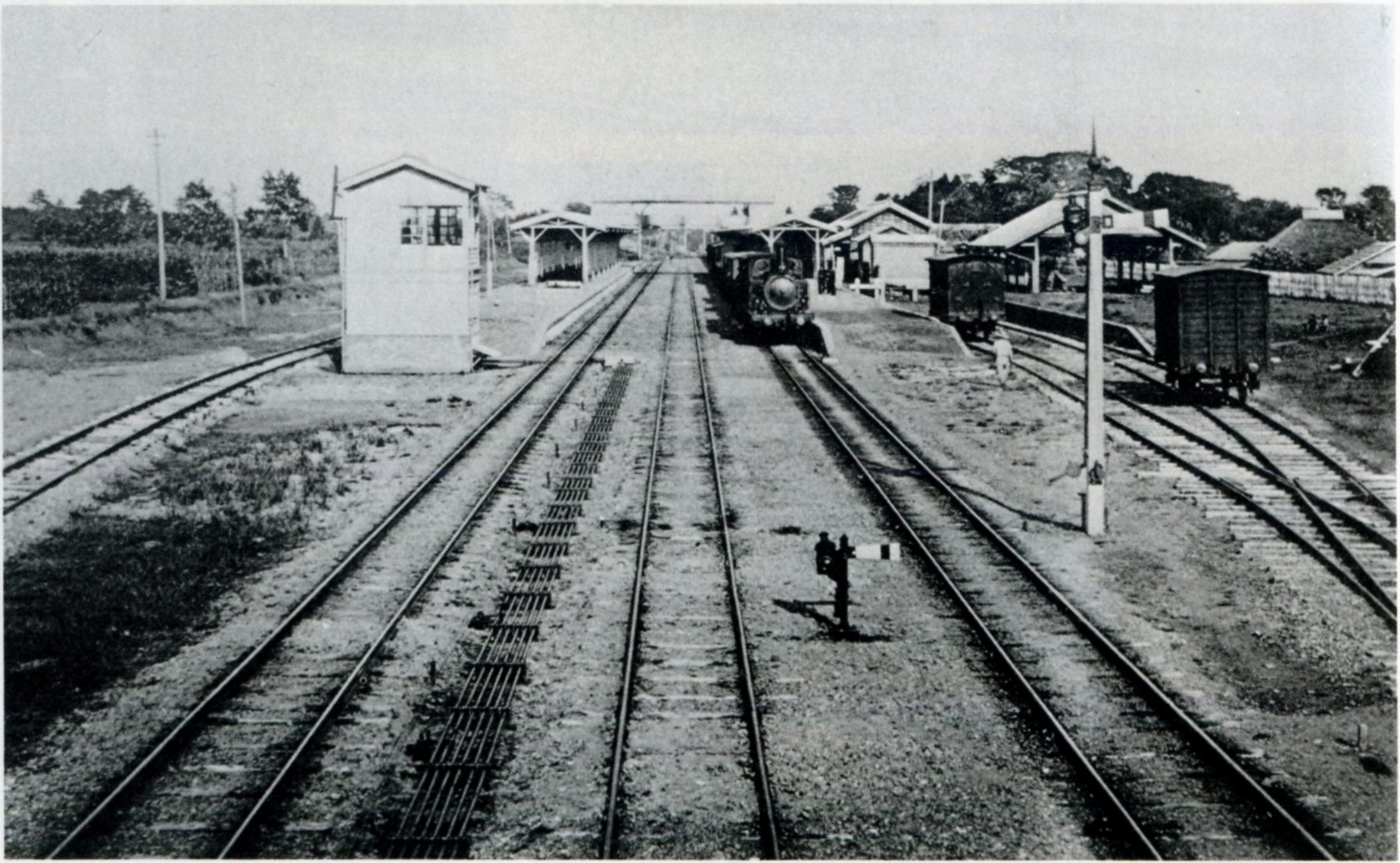
1905年（明治38年）頃の構内

- 1896年（明治29年）12月25日：日本鉄道の駅として開業。旅客・貨物の取り扱いを開始[8]。
- 1901年（明治34年）4月1日：成田鉄道（初代）が乗り入れ[9]。
- 1902年（明治35年）：日本鉄道の三村技師が考案した三村式腕木信号機を当駅において35機導入しテストを行った[注 4]。
- 1906年（明治39年）11月1日：日本鉄道が買収され、官設鉄道の駅となる。
- 1909年（明治42年）10月12日：線路名称制定により常磐線の所属となる。
- 1912年（明治45年）5月10日：柏 - 我孫子間の複線化が完成。
- 1920年（大正9年）9月1日：成田鉄道が国有化[9]。
- 1924年（大正13年）11月14日：我孫子 - 取手間の複線化が完成。
- 1925年（大正14年）4月6日：鉄道庚申塔の建立[10]。
- 1928年（昭和3年）4月18日：合名会社弥生軒が創業。
- 1949年（昭和24年）6月1日
  - 日本国有鉄道発足。
  - 松戸 - 取手間が直流電化。電化を記念して駅前に歓迎アーチが作られた[11]。
- 1960年（昭和35年）：弥生軒の駅弁に山下清が描いた包装紙を使用開始。
- 1962年（昭和37年）
  - 6月：東鉄道管理局管内278駅の総合点検において、優良駅として表彰された。
  - 8月：上りホームの一部に蛍光灯が初めて設置された[12]。
- 1964年（昭和39年）10月1日：準急ときわが停車。最初に停車した準急ときわ1号の運転士に花束贈呈を行った[13]。
- 1969年（昭和44年）3月27日：我孫子町城山地先で、常磐線複々線工事とこれに伴う電留線新設工事の起工式が行われた[14]。
- 1970年（昭和45年）
  - 4月10日：貨物取り扱いを廃止し、北柏貨物駅に移管。手小荷物の取り扱いは継続[15][16][注 5]。
  - 9月17日：駅舎改良工事に伴い快速線ホームが変更[17][18][19]。
  - 12月13日：新駅舎構内の自由通路を使用開始、北口開設[20][21]。
- 1971年（昭和46年）
  - 1月：4・5番線ホームと6・7番線ホームが落成。
  - 3月29日：駅舎落成祝賀会を開催[22]。
  - 3月31日：駅構内において締結式[新聞 2][22]。
  - 4月1日：橋上駅舎供用開始、2面4線[23][24]。
  - 4月19日：複々線化式典の後、7番線から試乗電車が発車[新聞 3][25]。
  - 4月20日：複々線化完成、霞ヶ関 - 我孫子間の千代田線直通運転を開始。6・7番線ホームが使用開始され、3面6線になる。
  - 7月20日：駅舎内に行政連絡所を設置[26]。
- 1973年（昭和48年）9月28日：我孫子駅 - 成田駅間を電化、駅前にて祝賀パレードを開催[27]。
- 1974年（昭和49年）10月1日：貨物扱い廃止。
- 1978年（昭和53年）3月31日：千代田線全通（小田急線本厚木 - 我孫子間の直通運転を開始）。
- 1982年（昭和57年）11月15日：我孫子 - 取手間の複々線開通、8番線ホームが使用開始され4面7線になる[注 6]。
- 1985年（昭和60年）3月：みどりの窓口開設[28]。
- 1987年（昭和62年）
  - 4月1日：国鉄分割民営化に伴い、東日本旅客鉄道（JR東日本）の駅となる[9]。
  - 12月1日：快速電車の15両編成運転を開始。15両編成化に伴う構内の配線を変更[29]。
- 1993年（平成5年）4月24日：自動改札機を設置[30]。
- 1998年（平成10年）11月15日：構内にエスカレーターを設置。
- 2000年（平成12年）3月9日：南口エレベーター、エスカレーター利用開始[31]。
- 2001年（平成13年）
  - 11月18日：ICカード「Suica」の利用が可能となる[報道 1]。
  - 12月1日：8番線ホームエスカレーター利用開始[32]。
- 2003年（平成15年）5月14日：我孫子駅開設に尽力した飯泉義雄の顕彰碑を南口駅前に設置[33]。
- 2004年（平成16年）2月29日：北口のエスカレーターとエレベーターが使用を開始[34]。
- 2005年（平成17年）
  - 3月31日：当駅でのイオカード（磁気式）発売終了。
  - 7月9日：ダイヤ改正により特急通過駅になる。
  - 9月22日：suica専用改札設置。
- 2006年（平成18年）3月1日：南口にビューアルッテ（VIEW ALTTE）設置。
- 2008年（平成20年）3月31日：1･2番線と4･5番線のホームに待合室を設置[35]。当駅でのオレンジカード発売終了。
- 2009年（平成21年）4月1日：ホーム上の喫煙所を撤去、全面禁煙[報道 2]。
- 2012年（平成24年）
  - 3月17日：我孫子運輸区（略号アコ）設置（松戸から我孫子への運輸区移管）。
  - 3月：運行情報ディスプレイを設置。
- 2013年（平成25年）3月5日：車椅子用トイレを設置。
- 2015年（平成27年）
  - 3月14日：上野東京ライン開通により快速電車の一部が品川駅まで直通運転開始。
  - 3月21日：土休日の臨時列車として特急「踊り子」のうち1往復が当駅発着となる。臨時列車ながら特急始発駅となる。
- 2020年（令和2年）7月1日：1・5番線の発車メロディを我孫子市ゆかりの楽曲に変更[報道 3]。
- 2021年（令和3年）
  - 2月28日：当駅発着の臨時特急「踊り子」の運転を終了。
  - 3月13日：ダイヤ改正により、緩行線（各駅停車）ホームで土曜・休日ダイヤ（年末年始期間含む）は終日全列車が当駅終着・始発となる。平日の朝夕時間帯のみ取手行きの列車は継続。
- 2024年（令和6年）
  - 1月31日：みどりの窓口の営業を終了[2]。
  - 2月1日：話せる指定席券売機を導入[2]。
  - 3月25日：南口エレベーターホールにおいて、前述の発車メロディ用の音源を使用した時報の放送を開始[報道 4]。
  - 6月7日：常磐線各駅停車（6 - 8番線）ホームにてスマートホームドアの使用を開始[36]。

## 駅構造
島式ホーム3面6線、単式ホーム1面1線の計4面7線を持つ地上駅である。橋上駅舎を有している。
エスカレーター・エレベーター・自動改札機・自動券売機・自動精算機・指定席券売機・話せる指定席券売機が設置されている直営駅であり、松戸統括センターの被管理となっている。エスカレーターは北口・南口・ホームとコンコースを連絡するものが整備されているが、エレベーターは北口・南口と改札外コンコースを連絡するもののみ設置されている。改札口の正面にトイレがあり、8番線に向かう通路に車椅子対応トイレがある。
2020年（令和2年）10月13日に、JR東日本は、同年12月頃より当駅のバリアフリー工事に着手することを発表した。ホームと改札内コンコースを結ぶエレベーターの新設、改札内トイレにおける出入口段差の解消する改修工事が実施され、エレベーターは2023年（令和5年）1月頃より順次、トイレは2021年（令和3年）12月頃の供用開始が予定されている。この工事期間中は、仮設トイレを8番線に整備する。2021年（令和3年）8月に出入口段差のない男女トイレが供用された。

### 設備
- 1・2番線ホームと4・5番線ホーム（いずれも上野寄り）には、待合室が設置されている。
- 改札階と各ホームを連絡する階段は、綾瀬・上野寄りはエスカレーターとなっている。
- 1・2番線、4・5番線のホーム長は320メートル、6・7番線、8番線のホーム長は220メートルである[38]。
- 自由通路の幅員は4メートルである[39]。
- 1971年（昭和46年）の駅改良工事の際、ホームの床材に孔あきPC（プレストレストコンクリート）版が採用され、ホームの端にある硬質ゴム入りプレキャスト平板（黄色い線があるコンクリート板）にクリンタイルホーム先端用J型が使用された[40]。

### 特徴
- 全ホームに発車標が設置される前は1番線と成田線の反転フラップ式案内表示機を設置していた。
- 東京圏輸送管理システム（ATOS）導入の際に改札口正面にも下り快速線の下部に各駅停車取手方面用の発車標が設置されたが、それ以前は下り快速線の表示器に各駅停車の発車案内も表示させていた。「普通」と「各駅停車」が並んで表示されることもあり、英語表示時はいずれも「LOCAL」であった。
- 1・2番線ホームの発車標は、種別を表示せず単に「常磐線」・「成田線」とのみ表示していた（放送では路線名はなく、種別のみ）。また、コンコース階の快速線下りの発車標も同様に「常磐線」とのみ表示している
  - 以前は2・4番線ホームの発車標でのみ、「常磐線」・「成田線」の路線名を種別とともに表示していた（4番線は現在も継続）。ただ、このホームの成田行以外は常磐線列車であり、成田線はすべて「普通」「成田行」、常磐線はすべて「快速」である。なお、この表示にはグリーン車のマークの表示がなかった。
- 3番線は2・4番線の間にあるホームのない線路に割り振られており、旅客案内では欠番となっている。

### のりば
| 番線    | 路線                          | 方向 | 行先                                       | 備考                    |
| ------- | ----------------------------- | ---- | ------------------------------------------ | ----------------------- |
| 1・2    | 常磐線（快速）                | 下り | 天王台・取手・土浦・水戸・いわき方面       | 2番線は一部列車のみ     |
| 2・4    | ■ 成田線                      | -    | 湖北・木下・成田方面                       | 主に2番線               |
| 2・4    | 常磐線（快速） 上野東京ライン | 上り | 柏・松戸・上野・東京・品川方面             |                         |
| 5       | 常磐線（快速） 上野東京ライン | 上り | 柏・松戸・上野・東京・品川方面             | 土浦方面からの列車のみ  |
| 6       | 常磐線（各駅停車）            | 下り | 取手方面                                   | 平日朝夕のみ            |
| 6       | 常磐線（各駅停車）            | 上り | 柏・新松戸・北千住・千代田線・小田急線方面 | 8番線は朝と平日夕方のみ |
| 6・7・8 | 常磐線（各駅停車）            | 上り | 柏・新松戸・北千住・千代田線・小田急線方面 | 8番線は朝と平日夕方のみ |

（出典：JR東日本:駅構内図）
- 1・2番線、4・5番線ホーム（上野寄り）にそれぞれ2台ずつSuica専用のグリーン券自動券売機が設置されている。

1 - 5番線（常磐快速線・成田線）
- 1・5番線は10両編成の場合でも15両編成と同じ位置（上野寄り）に停車する。2・4番線に停車して車両の連結・切り離しを行う電車も同様である。取手方の階段は10号車の終端部に当たる。
- 駅名標の隣の駅は、上り方は柏駅、下り方は1・5番線が天王台駅、2・4番線は東我孫子駅となっている。
- ホームには終日立ち番がおり、頻繁に駅員によるアナウンスが流れる。また車掌が列車のドアを閉める際には、乗降終了合図を出す。2015年（平成27年）3月13日まで常磐線（中距離列車）と成田線に対しては、出発指示合図を出していた。
- 2・4番線は当駅始発および特急の通過待ち[注 7]、成田線直通電車[注 8]が使用する。常磐線下りの当駅始発列車は、早朝の水戸方面・高萩行きのみ。以前は2番線・5番線からの上り当駅始発の電車もあった。
- 土曜日を中心に運転されていた臨時特急「踊り子」は2番線から発車していた。
- 成田線の列車は、一部を除きほとんどが2番線から発車する。

| 運転番線 | 営業番線 | ホーム     | 上野方面着発 | 成田方面着発 | 取手方面着発 | 備考             |
| -------- | -------- | ---------- | ------------ | ------------ | ------------ | ---------------- |
| 1        | 1        | 15両分     | 到着可       | 不可         | 出発可       | 快速線下り主本線 |
| 2        | 2        | 15両分     | 到着・出発可 | 到着・出発可 | 到着・出発可 |                  |
| 3        |          | ホームなし | 到着・出発可 | 到着・出発可 | 到着・出発可 |                  |
| 4        | 4        | 15両分     | 出発可       | 到着・出発可 | 到着・出発可 |                  |
| 5        | 5        | 15両分     | 出発可       | 不可         | 到着可       | 快速線上り主本線 |

- 主本線を発着する場合は通過が可能。ただし成田方面は不可。
- 運転3番線は主に当駅 - 取手駅間の出・入庫に伴う回送などに使われるほか、成田方面の臨時列車の発着にも使用される。
- 4番線には柏方からの入線ができないため、折り返しを行う場合には2番線を使用する。
- 5番線の上り主本線は構造的には成田線と繋がっているが、信号設備などの関係で不可となっている。1番線の下り主本線はそもそも構造的に繋がっていない。
- 参考資料：エリエイ出版『レイル』 No.13 「東京周辺あの貨物線はいま」常磐線関係配線略図（34頁）

6 - 8番線（常磐緩行線）
- 取手行はすべて6番線を使用する。以前は7番線からの始発電車が設定されていた。
- 8番線は朝と平日夕方時間帯のみの使用。平日朝夕の取手始発電車と、朝に出庫する当駅始発電車の一部が使用し、これ以外の時間帯は閉鎖される。取手発の電車が7番線に入線することも可能であるが、通常は行われていない。2021年（令和3年）3月13日のダイヤ改正で、土曜・休日ダイヤは全て当駅発着となり、常磐緩行線の各駅と天王台駅・取手駅方面への行き来は、快速線の停車駅で乗り換える形が取られる[報道 6]。

| 運転番線 | 営業番線 | ホーム | 綾瀬方面着発 | 取手方面着発 | 備考             |
| -------- | -------- | ------ | ------------ | ------------ | ---------------- |
| 6        | 6        | 10両分 | 到着・出発可 | 出発可       | 緩行線下り主本線 |
| 7        | 7        | 10両分 | 到着・出発可 | 到着・出発可 |                  |
| 8        | 8        | 10両分 | 出発可       | 到着可       | 緩行線上り主本線 |

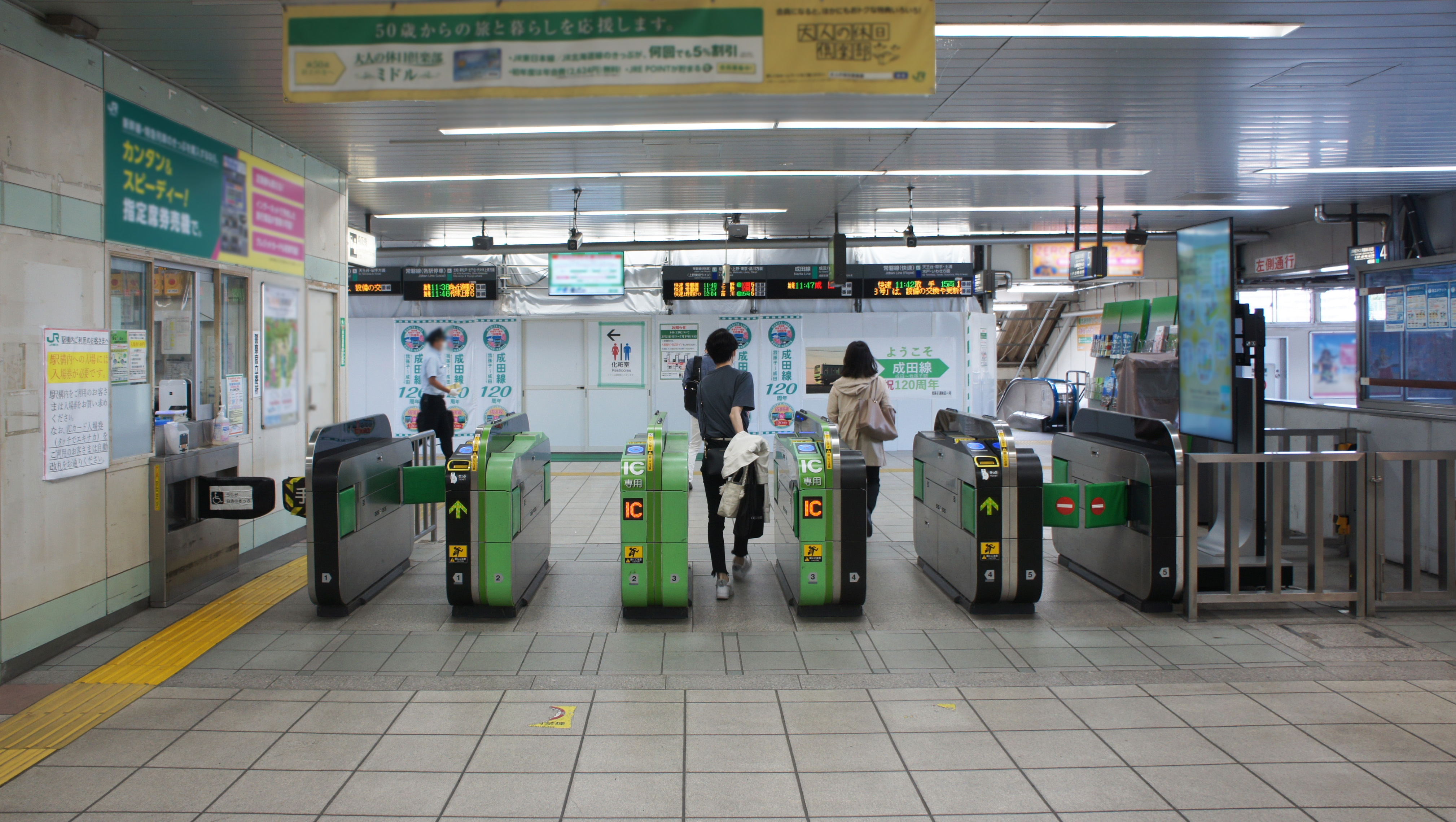
改札口（2021年5月）
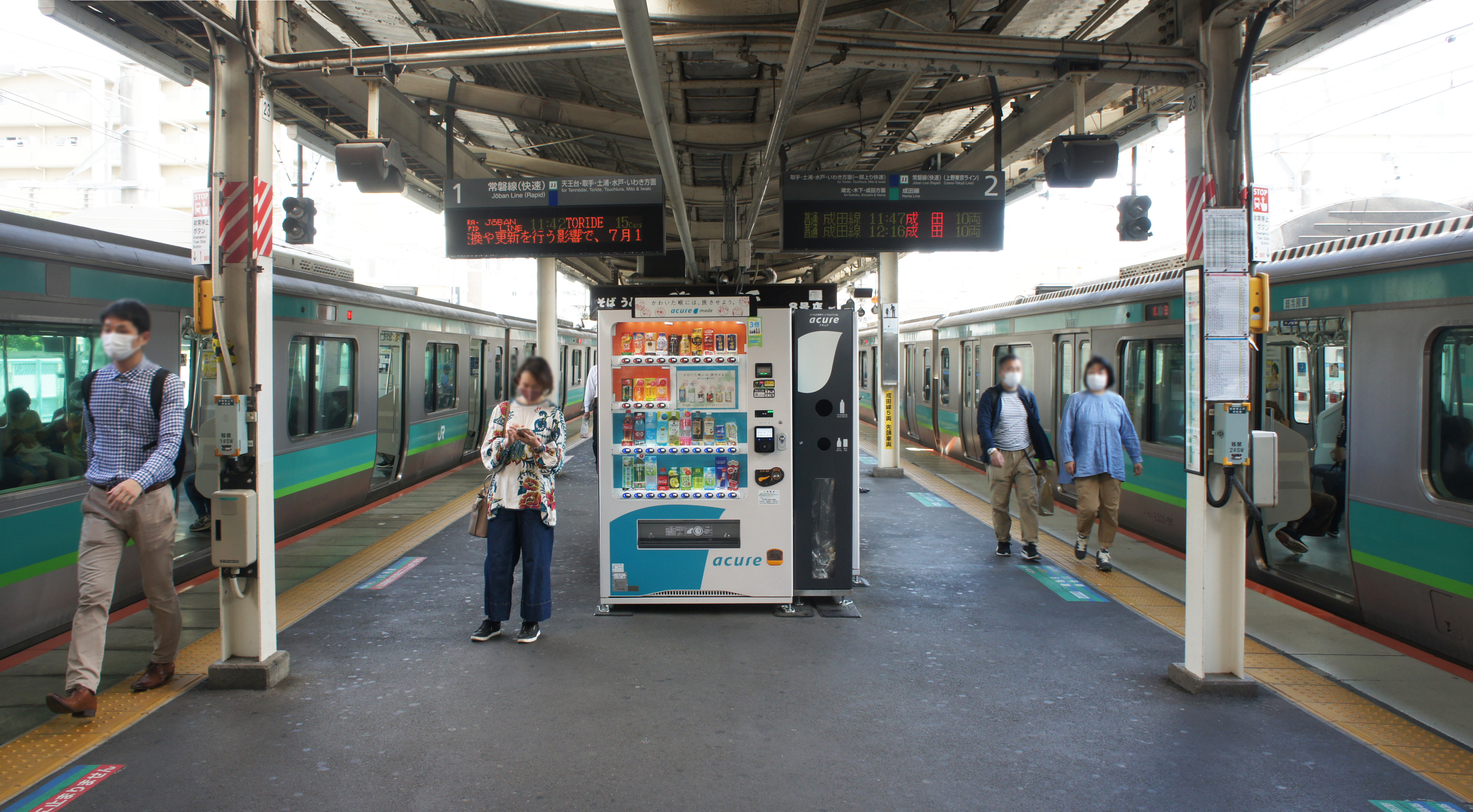
1・2番線ホーム（2021年5月）
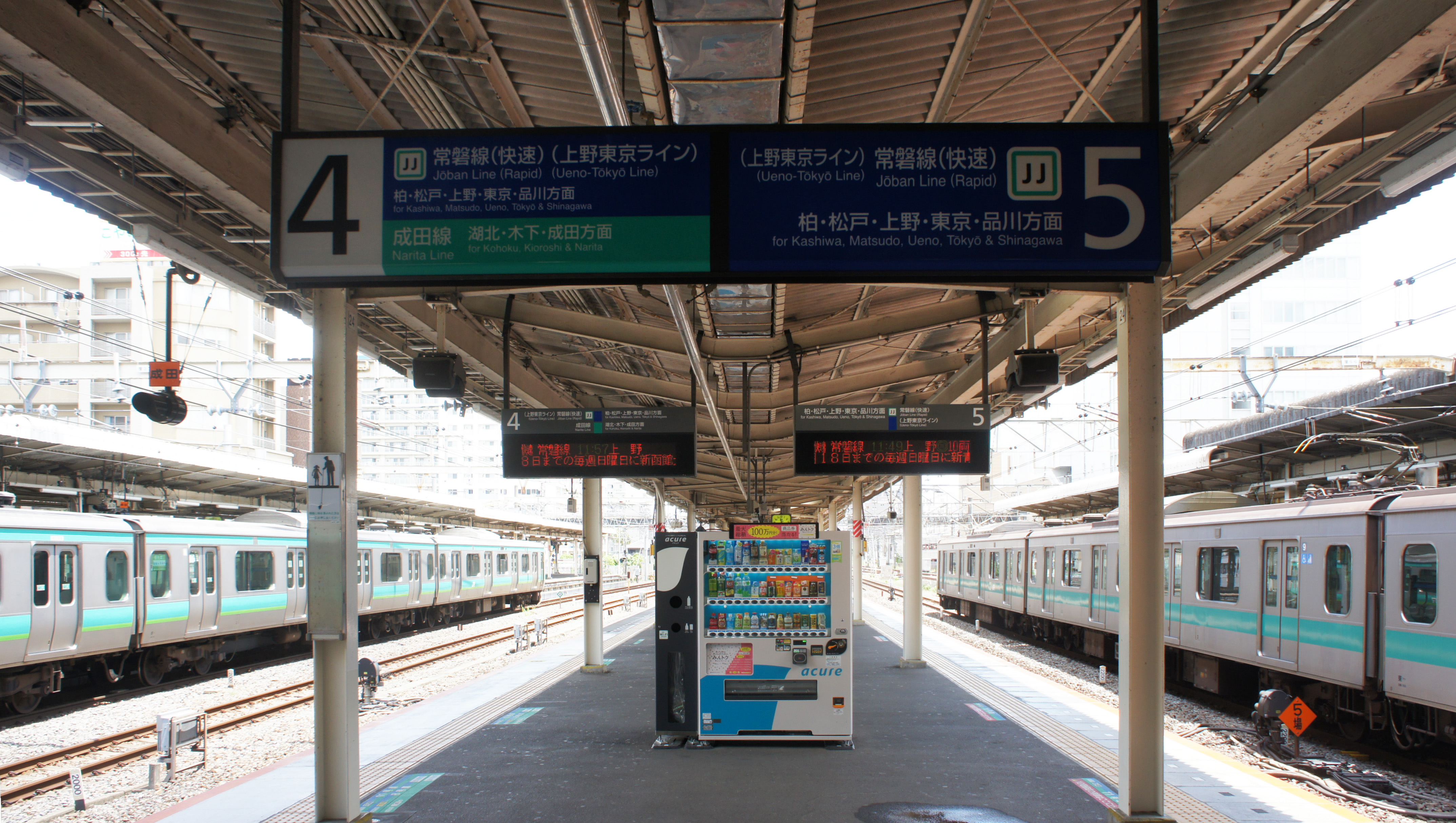
4・5番線ホーム（2021年5月）
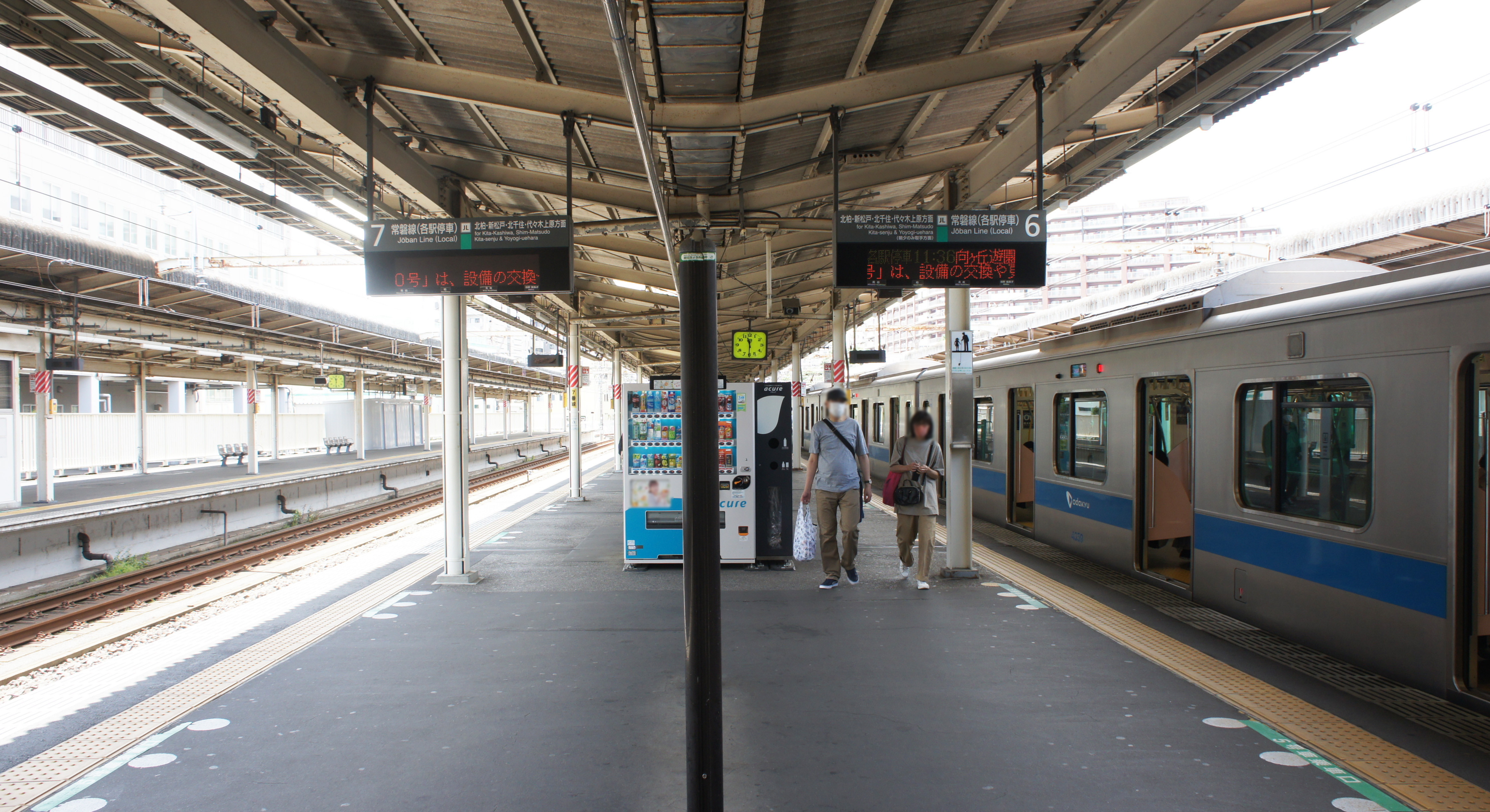
6・7番線ホーム（2021年5月）
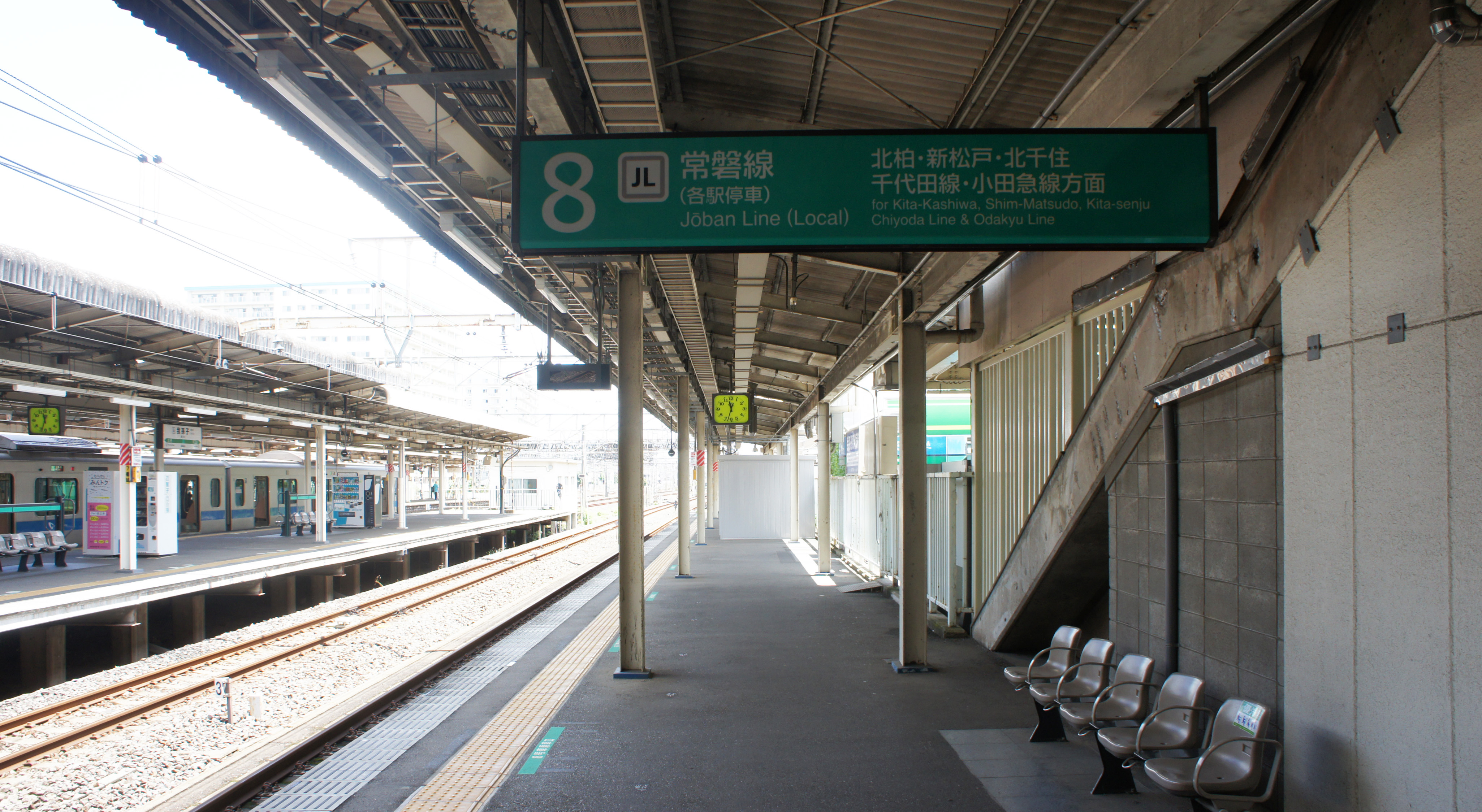
8番線ホーム（2021年5月）

### 発車メロディ
かつてはすべてのホームにおいてテイチク（櫻井音楽工房）制作の発車メロディを使用していたが、緩行線ホーム（6・7・8番線）では、駆け込み乗車の減少を目的として2019年（平成31年）3月16日のダイヤ改正時より駅側のメロディの使用を取りやめており、代わりに電車備え付けの車外スピーカによる発車メロディを使用している。
なお、快速線ホームの1・5番線のメロディは、2020年（令和2年）7月1日から2022年（令和4年）2月28日まで、我孫子市にゆかりのある楽曲に変更されていた。これは市内在住の男子高校生が2019年（令和元年）7月より行ってきた署名活動を受けて市が企画したものであり、同市の市制50周年記念事業の一環として行われた。1番線のメロディには、1961年（昭和36年）に町おこしを目的に制作され、現在でも市民祭りの「あびこカッパまつり」や市内の小学校の運動会で踊られている「河童音頭」（飯田景応作曲）、5番線には市制10周年を記念して1981年（昭和56年）に制定された「あびこ市民の歌」（小椋佳作曲）をアレンジしたものが採用された。メロディは既存のものと同じく櫻井音楽工房の制作で、編曲は櫻井隆仁が手掛けた。このメロディは使用終了後も市民から惜しむ声が多く寄せられるなど好評であったため、2024年（令和6年）3月25日から当駅南口のエレベーターホールにおいて、時報用のチャイムとして再び使用されている。
| 1 | JJ | sunrise        |
| 2 | ■  | Cappuccino     |
| 4 | ■  | すすきの高原V2 |
| 5 | JJ | 花と空         |
| 6 | JL | （なし）       |
| 7 | JL | （なし）       |
| 8 | JL | （なし）       |

### 駅舎内の施設（駅ナカ）

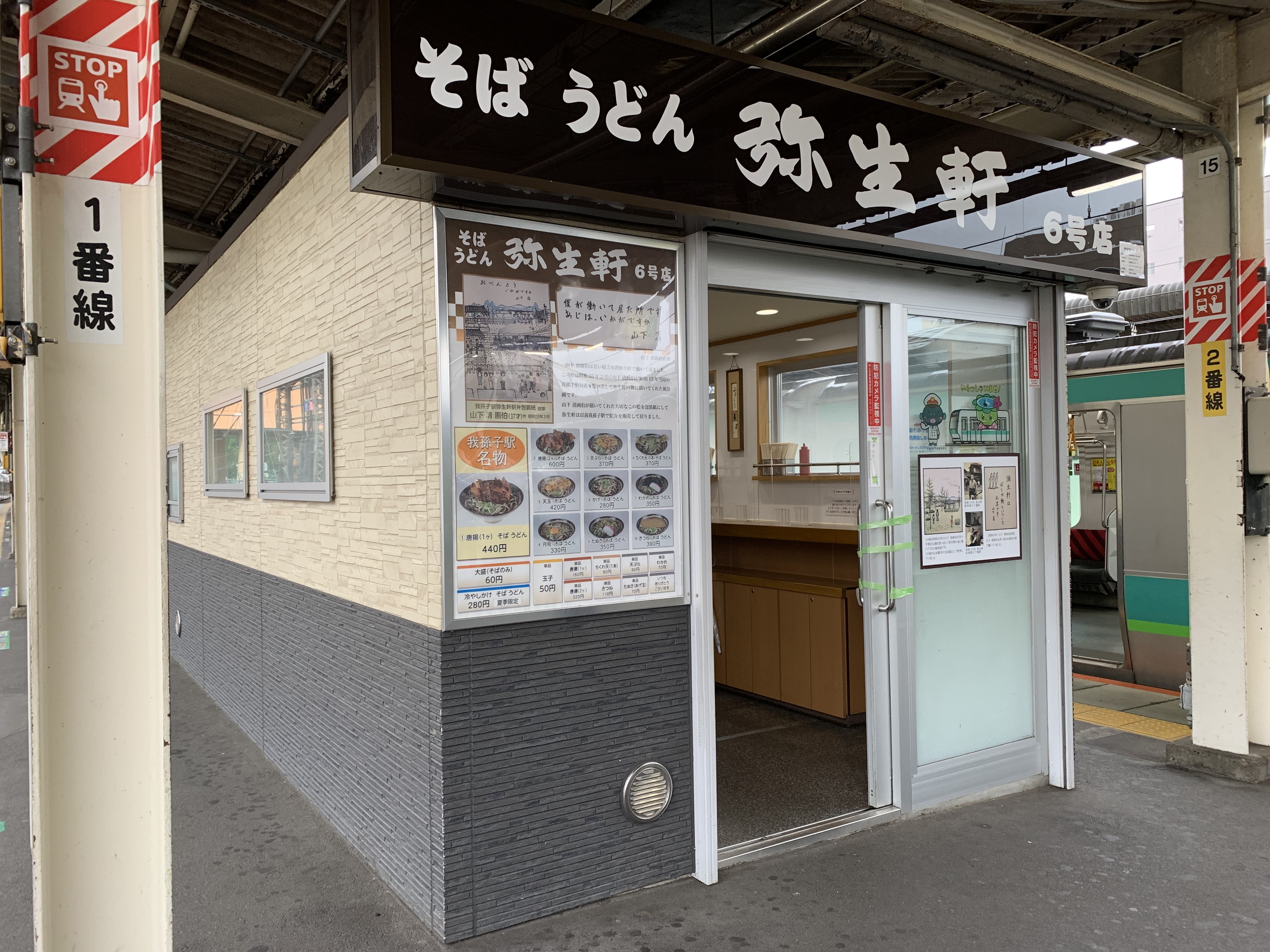
1・2番線ホームにある弥生軒6号店（2021年8月）

ホームには売店1店舗と立ち食いそば・うどん店3店舗があり、改札内はすべて弥生軒が運営している。以前は売店は3軒あったものの、各駅停車ホームと下り線ホームにあった店舗が、改装により売店のみが閉店し、現在は快速線上りホームに一軒あるのみとなっている。
- 改札内
  - 立ち食いそば店、小型売店
- 改札外
  - NewDays
  - VIEW ALTTE
  - スシローTo Go JR我孫子駅店（テイクアウト専門店）

## 利用状況
2023年度（令和5年度）の1日平均乗車人員は27,877人である。
JR東日本および千葉県統計年鑑によると、1990年度（平成2年度）以降の1日平均乗車人員の推移は以下の通りである。
| 年度               | 1日平均 乗車人員 | 出典     |
| ------------------ | ---------------- | -------- |
| 1990年（平成02年） | 29,622           | [ * 1 ]  |
| 1991年（平成03年） | 30,629           | [ * 2 ]  |
| 1992年（平成04年） | 30,972           | [ * 3 ]  |
| 1993年（平成05年） | 31,496           | [ * 4 ]  |
| 1994年（平成06年） | 32,260           | [ * 5 ]  |
| 1995年（平成07年） | 32,420           | [ * 6 ]  |
| 1996年（平成08年） | 32,599           | [ * 7 ]  |
| 1997年（平成09年） | 32,079           | [ * 8 ]  |
| 1998年（平成10年） | 31,503           | [ * 9 ]  |
| 1999年（平成11年） | 30,731           | [ * 10 ] |
| 2000年（平成12年） | 30,479           | [ * 11 ] |
| 2001年（平成13年） | 30,767           | [ * 12 ] |
| 2002年（平成14年） | 30,514           | [ * 13 ] |
| 2003年（平成15年） | 30,125           | [ * 14 ] |
| 2004年（平成16年） | 30,088           | [ * 15 ] |
| 2005年（平成17年） | 29,688           | [ * 16 ] |
| 2006年（平成18年） | 29,828           | [ * 17 ] |
| 2007年（平成19年） | 30,881           | [ * 18 ] |
| 2008年（平成20年） | 31,387           | [ * 19 ] |
| 2009年（平成21年） | 30,995           | [ * 20 ] |
| 2010年（平成22年） | 30,425           | [ * 21 ] |
| 2011年（平成23年） | 29,989           | [ * 22 ] |
| 2012年（平成24年） | 29,925           | [ * 23 ] |
| 2013年（平成25年） | 30,289           | [ * 24 ] |
| 2014年（平成26年） | 29,872           | [ * 25 ] |
| 2015年（平成27年） | 30,345           | [ * 26 ] |
| 2016年（平成28年） | 30,866           | [ * 27 ] |
| 2017年（平成29年） | 31,172           | [ * 28 ] |
| 2018年（平成30年） | 31,584           | [ * 29 ] |
| 2019年（令和元年） | 31,590           | [ * 30 ] |
| 2020年（令和02年） | 23,377           |          |
| 2021年（令和03年） | 24,765           |          |
| 2022年（令和04年） | 26,818           |          |
| 2023年（令和05年） | 27,877           |          |

## 駅周辺
駅南東方はかつての水戸街道の宿場町「我孫子宿」であるが、全体的に交通の利便性から新興住宅地が増えた地域であり、当駅も常磐線沿線の住宅地最寄駅の性格が強い。

### 南口
主要施設がある方面の出口である。ただし、我孫子市役所までは離れている。山階鳥類研究所や我孫子市鳥の博物館は、さらにその先である。
南口から国道356号（旧水戸街道）に通じる 県道195号はかつて停車場通りと言い、大正期から昭和初期には旅館が10軒ほどあったほか、東葛銀行のほか多くの商店が古くから建ち並び、町の中心部として栄えていた。1973年（昭和48年）より駅前土地区画整理事業が始まり、1999年（平成11年）3月25日に現在の南口駅前広場が完成した。北口が整備されるまでバスやタクシーの乗降口は南口にしかなく、駅の北側に向かうバス路線も南口から発着していた。
- 国道356号
- 千葉県道195号我孫子停車場線
- 駅前広場
  - 我孫子警察署我孫子駅前交番
  - くすりの福太郎我孫子店
- 東日本旅客鉄道東京支社我孫子保線技術センター
- 東日本旅客鉄道東京電車線技術センター
- 我孫子市役所
- けやきプラザ
  - 千葉県福祉ふれあいプラザ
  - 我孫子市役所行政サービスセンター
  - 我孫子南近隣センター
- 我孫子インフォメーションセンター
- 手賀沼
  - 手賀沼公園
  - ボート乗り場
  - 我孫子市生涯学習センター「アビスタ」
    - 我孫子市民図書館

  - 手賀沼親水広場
  - 我孫子市鳥の博物館
  - 山階鳥類研究所
- 我孫子市立我孫子第四小学校
- 我孫子市立白山中学校
- 千葉県立我孫子高等学校
- 千葉銀行我孫子支店
- 我孫子緑郵便局
- アビイクオーレ[新聞 1]
  - イトーヨーカドー我孫子南口店[新聞 1]
- マツモトキヨシ手賀沼公園店
- ケーズデンキ 我孫子パワフル館

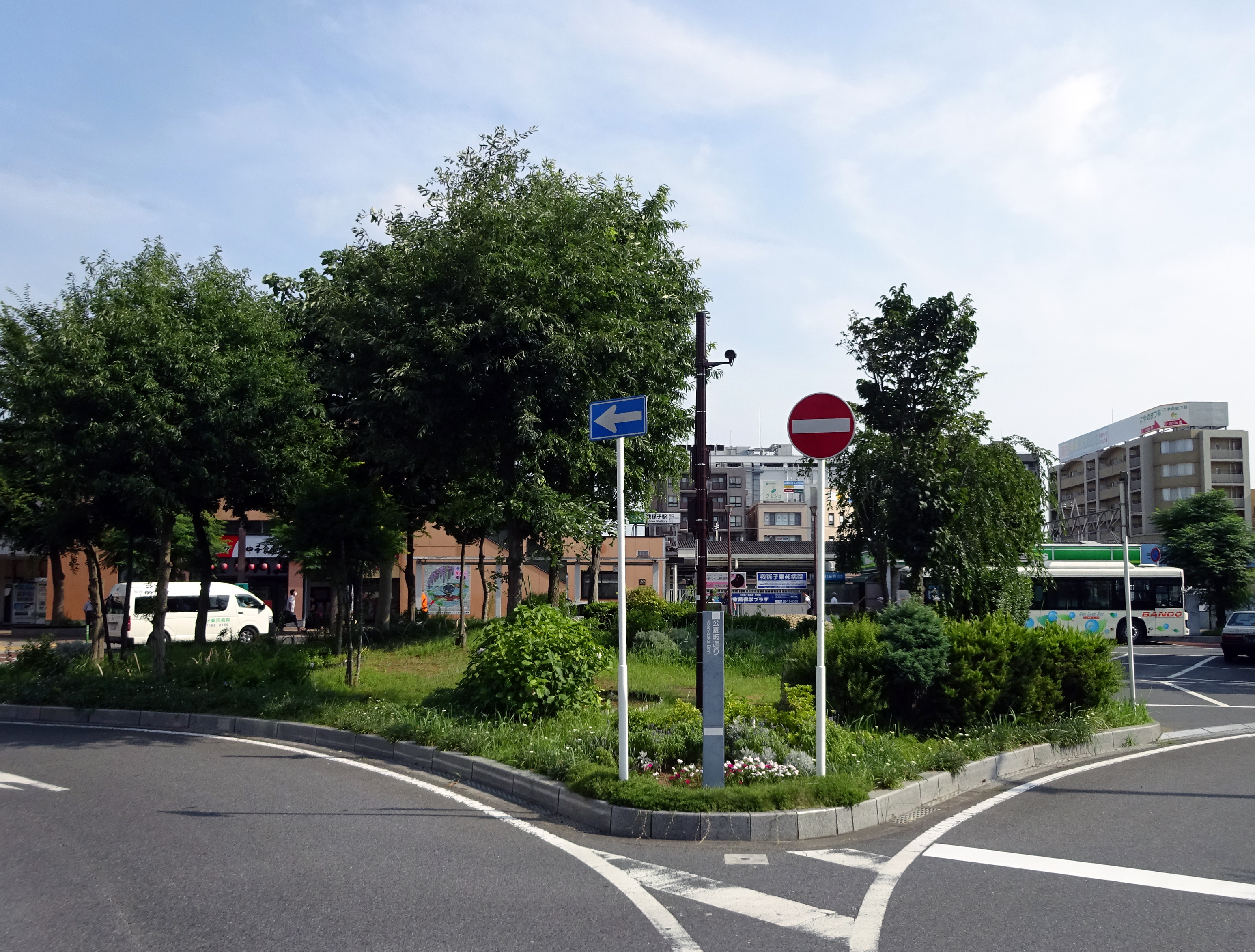
南口駅前広場
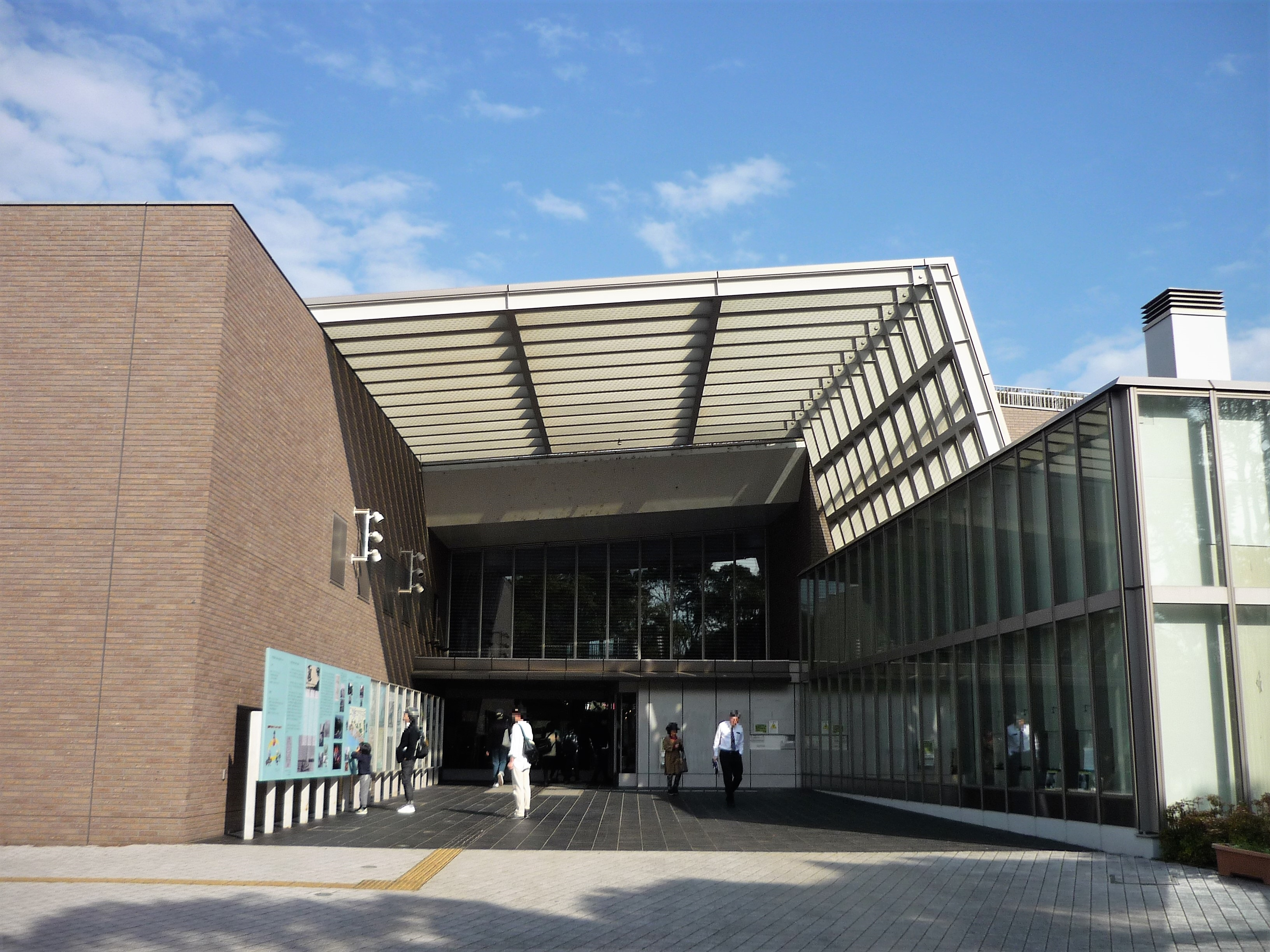
我孫子市民図書館本館（アビスタ）
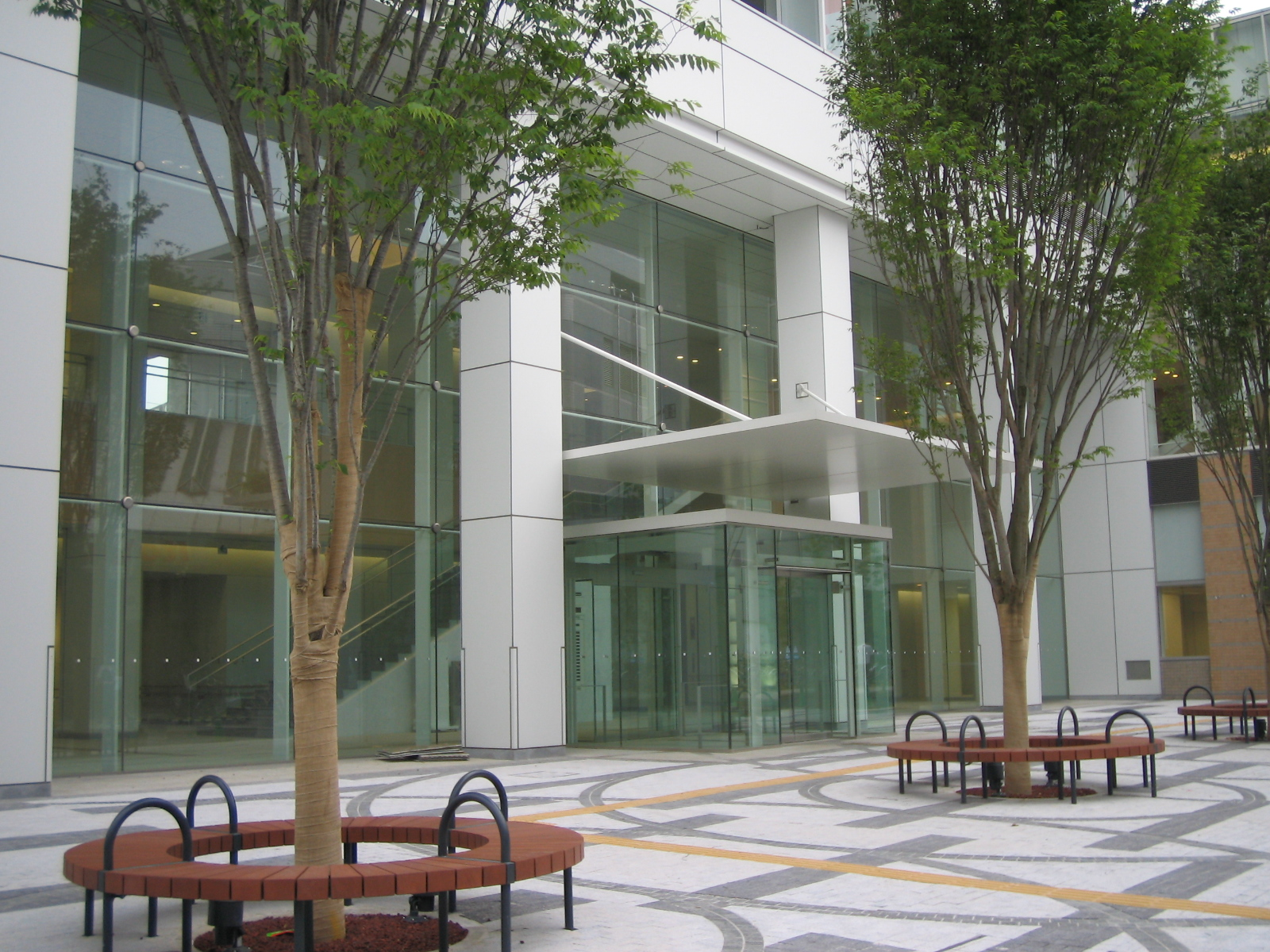
南口隣接のけやきプラザ
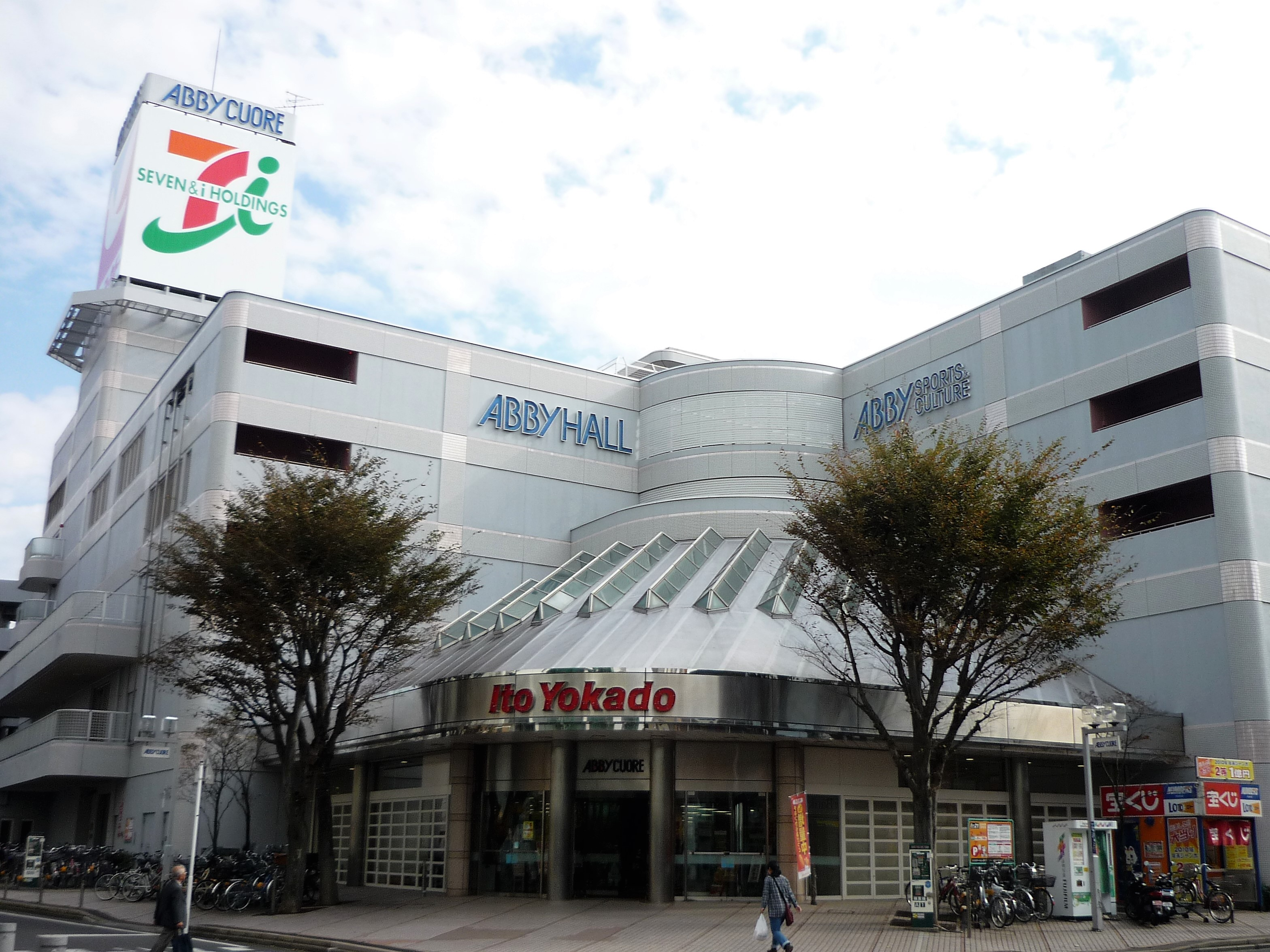
アビイクオーレ

### 北口
北口は常磐線の複々線化に伴う駅舎建て替え時に開設され、踏切閉鎖に対応するため1970年（昭和45年）12月13日から駅構内の自由通路として新駅舎より先行して使用を開始した。それ以前は駅付近にあった久寺家踏切、南飯塚踏切、第四浜街道踏切を利用して迂回していた。北口開設後も太陽神戸銀行（現在の三井住友銀行）のほかは店舗は数軒あるのみであった。1973年（昭和48年）から始まった再開発計画が進展し、駅前広場の完成や駅前の雑居ビルが建設されたのは1997年（平成9年）以降で、国道6号へ接続する道路も整備された。駅からわずかに離れたところから北方向に新興住宅地が広がる。かつては駅から少し離れたところに日立精機の本社があったが2004年に破産、跡地には大型マンションが建設された。
- 国道6号
- バス・タクシー乗り場
- 東日本旅客鉄道我孫子変電所
- 東武ストア我孫子店
- 京葉銀行我孫子支店
- 常陽銀行我孫子支店
- 我孫子駅前郵便局

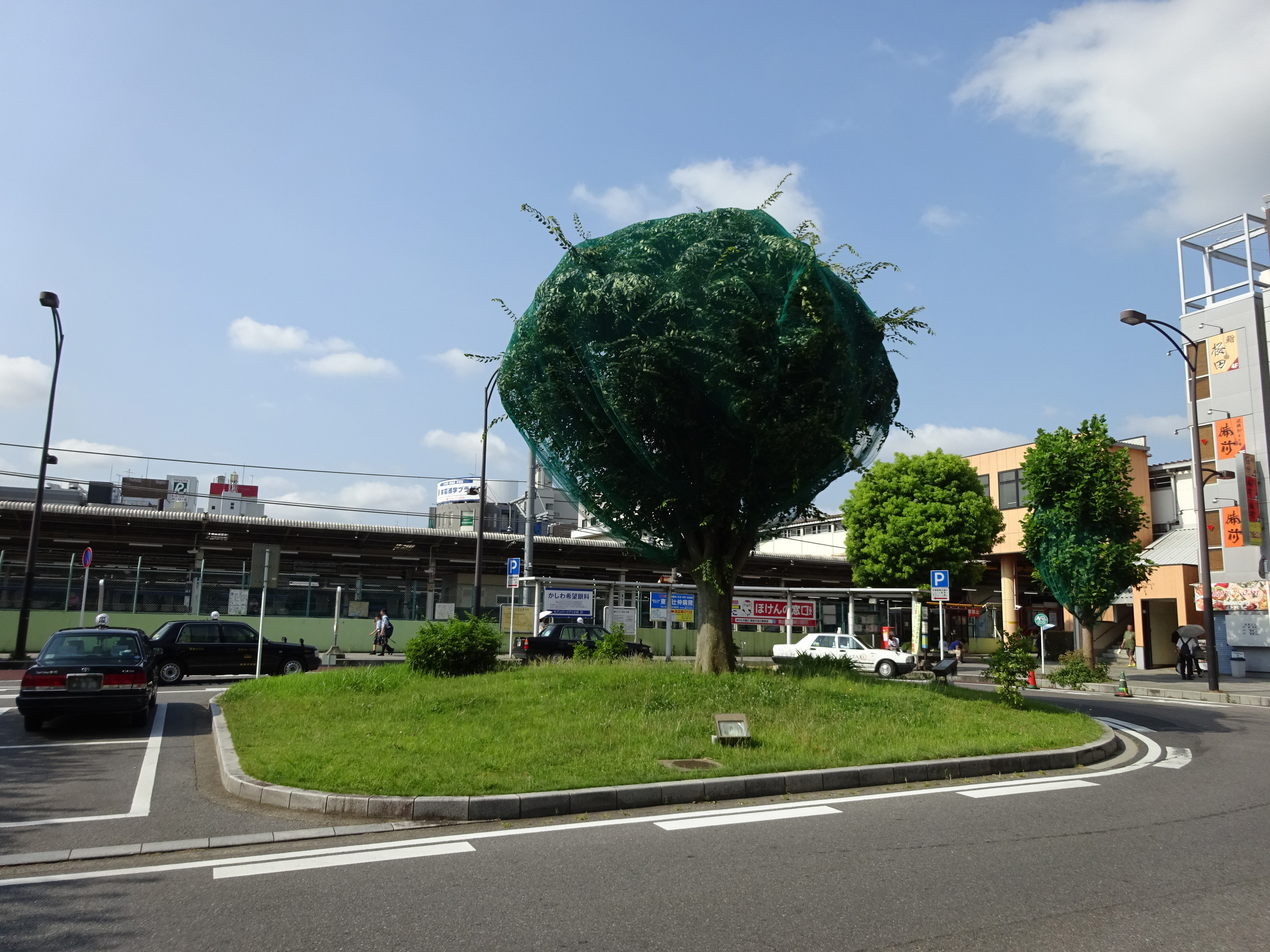
北口駅前広場
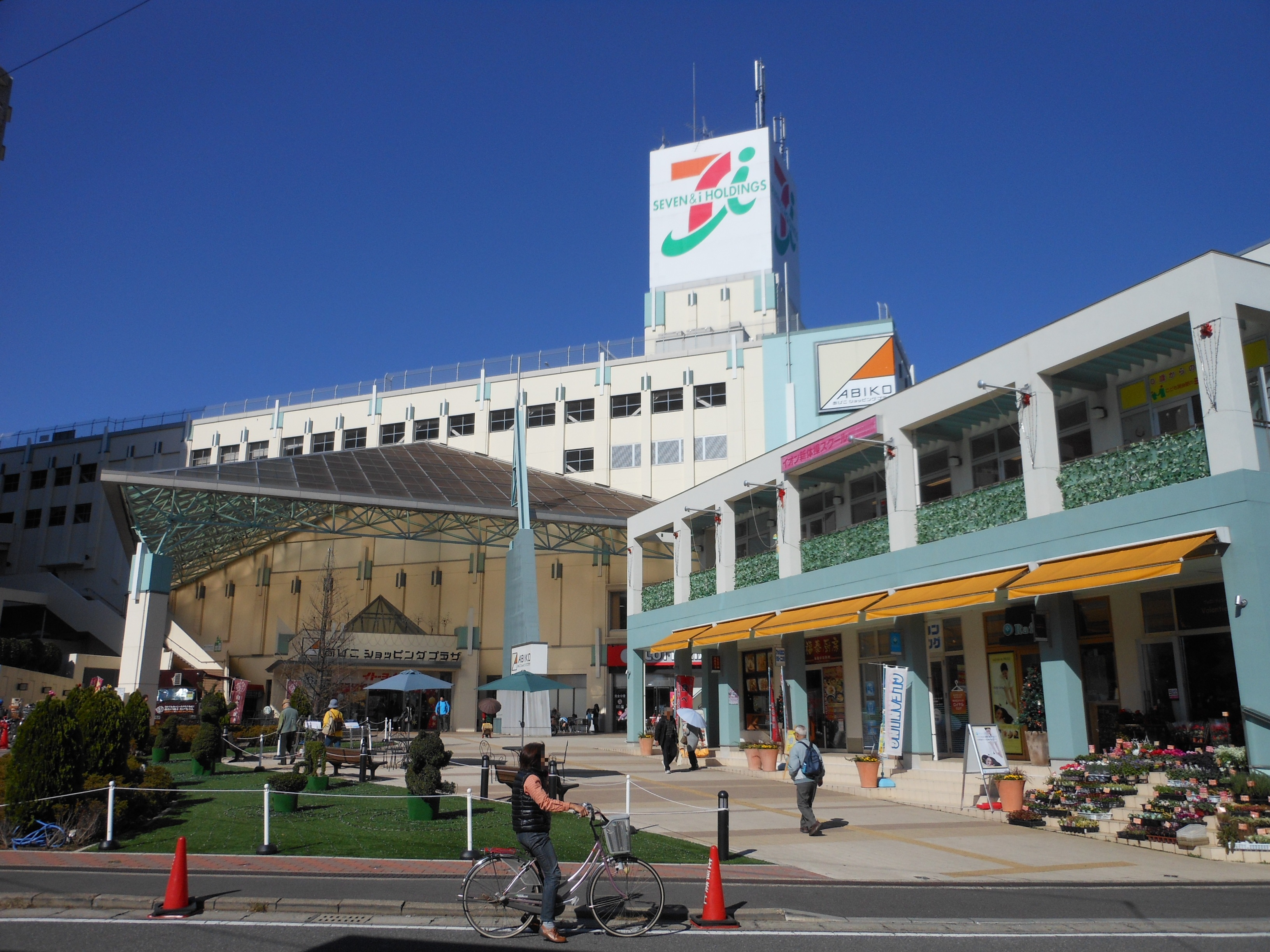
あびこショッピングプラザ
  - イトーヨーカドー我孫子店
- 我孫子二階堂高等学校
- 中央学院大学
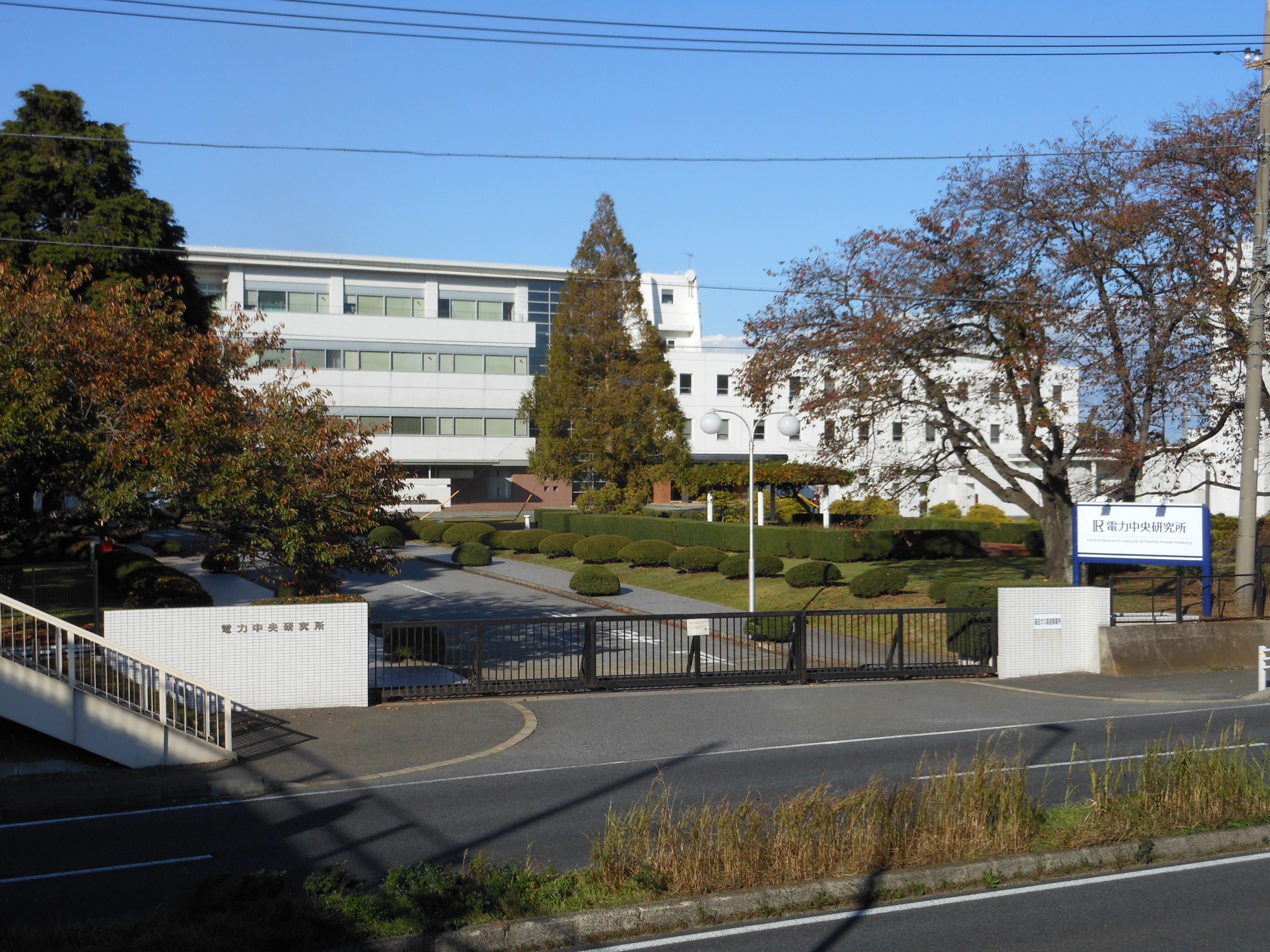
電力中央研究所
- セントラルウェルネスクラブ 我孫子

- 北口駅前広場
- あびこショッピングプラザ
- 電力中央研究所

## バス路線
我孫子市内各地や柏市布施、沼南地区方面への路線バスなどが発着する。以前は、関東鉄道バスや東武バスが我孫子駅に乗り入れていたが、現在は阪東自動車と市民バス「あびバス」が発着している。あびバスは我孫子市からの委託を受けて阪東自動車が運行しているコミュニティバスである。
南口発着の系統は複数あるものの運転日や時間帯・本数が限られているものが多く、基本的には手賀沼公園を経由し千葉県道8号船橋我孫子線を北上して国道356号に入り東我孫子方面に向かう系統と、国道356号（第一小学校）を経由し千葉県道8号船橋我孫子線を南下して沼南地区に向かう系統の2つに大別される。両系統は市役所付近の千葉県道8号船橋我孫子線で交差するように行き違うため、どちらを利用しても市役所に行くことが出来る。
| 運行事業者       | 系統・行先 | 備考                             |
| 我孫子駅（南口） | 我孫子駅（南口） | 我孫子駅（南口）                 |
| ---------------- | --- | -------------------------------- |
| あびバス         | 船戸・台田ルート：船戸・台田・我孫子駅北口方面 |                                  |
| 阪東自動車       | - 8：東我孫子車庫 - 20・21：湖北駅南口 - 42：手賀の杜ニュータウン                                                                                             |                                  |
| 八坂神社前       | |                                  |
| 阪東自動車       | 北柏82：慈恵医大柏病院 / 東我孫子車庫 |                                  |
| 我孫子駅北口     | |                                  |
| あびバス         | - 栄・泉・並木ルート：栄町・泉団地・並木方面（循環） - 船戸・台田ルート：船戸・台田・我孫子駅方面 - 布施ルート：布施回転広場前 - 根戸ルート：根戸方面（循環） | 「根戸ルート」はICカード利用不可 |
| 阪東自動車       | - AK31・AK32：あけぼの山公園入口 - AK33・AK34：あけぼの山農業公園                                                                                             |                                  |

備考
東武バスセントラルが運行する有楽町駅・上野駅からの深夜急行バス「ミッドナイトアロー柏・我孫子」は北口に到着する。

### 撤退事業者・廃止路線
- 1959年（昭和34年）11月から1970年（昭和45年）4月13日まで、東武バスが我孫子駅、呼塚・根戸経由、柏駅西口行きを運行していた[47]。
- 1968年（昭和43年）6月20日から1971年（昭和46年）5月20日まで、東武バスが我孫子駅（南口）から手賀・柳戸行きを運行していた[48][49][50]。
- 2006年（平成18年）9月1日から2008年（平成20年）10月24日まで、ニュー東豊が我孫子駅から栄町竜角寺台四丁目行き（一部印西市木下東一丁目止り）の深夜バスを運行していた。
- 我孫子 - 取手線は戦前からヤマト自動車、常総筑波鉄道、鹿島参宮鉄道、関東鉄道と引き継がれてきたが、2004年（平成16年）3月31日に運行を終了した。

## そば・弁当

### 売店、立ち食いそば・うどん店

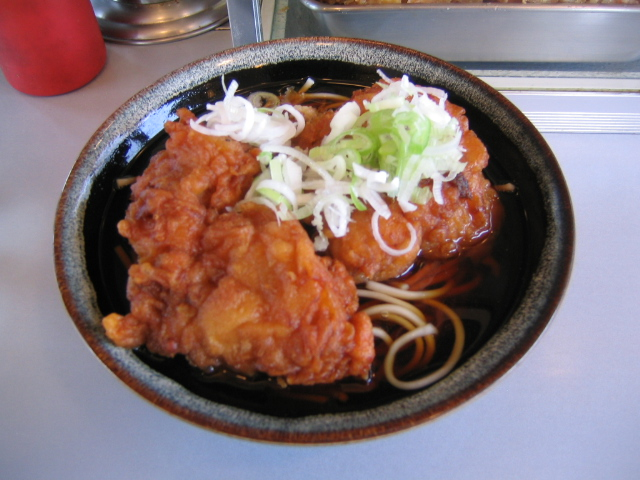
弥生軒の名物 唐揚げそば（2個入）

売店は大正期には野口駅売店が営業していた。1928年に弥生軒が駅弁販売店として営業を開始する。
戦後しばらくの間、弥生軒は駅弁の製造販売を中心にしていた。1967年に立ち食いそば店を開店する。
社長によると「平成のはじめ頃」、立ち食い店の新商品として「唐揚げ」を始める。1990年代末に「唐揚げそば」がメニューに加わり、唐揚げのサイズが徐々に巨大化（最終的には15センチメートル、手のひらいっぱいの大きさに相当する）したことで人気が出て、当駅を代表するほどの看板商品となった。これを目当てにわざわざ当駅を訪れる者もいる。また、2000年代に入ってからは各種メディアで取り上げられることも多くなり、店内にその記事が掲出される場合もある。
弥生軒は1941年から1946年までの一部の期間、山下清が住み込みで働いていたこともあり、そのことを示す緑色の吊り看板が1・2番線ホームの日暮里方6号店に存在した。現在は後述するリニューアルにより、後述する駅弁の掛け紙と山下に関する説明文が記載された看板が入口に設置されている。
2017年10月5日に1・2番線ホームの水戸方8号店がリニューアルオープンし、売店と立ち食い蕎麦併設が立ち食い蕎麦専門に一新されたほか、Suicaなどの交通系ICカード決済も対応するようになった。2018年には前述の6号店も同様のリニューアルを行った。
なお、弥生軒は我孫子駅と隣の天王台駅（快速ホーム）の他、のれん分けの「我孫子弥生軒」が新京成電鉄新津田沼駅ホームにあった（2019年に閉店）。

### 弁当
明治・大正期から岩田屋弁当店と駅前料理店だった鴻巣が駅弁を販売していたが、昭和初期に鴻巣が廃業し太平洋戦争の開戦前ごろに岩田屋が廃業した。鴻巣を引き継ぐ形で、1928年4月から弥生軒が弁当販売として営業を開始した。
駅弁の掛け紙として山下清に制作を依頼し、我孫子駅の風景、トンネルがある風景、県立手賀沼公園の3点が作成され、1960年から順次使用された。掛け紙には「僕が働いて居た所です。あじはいかがですか　山下清」と書いてあった。1951年に出発した山形・新潟への旅の途中で本人は駅弁を売ることができないため洗い物やお使いや弁当を詰めたりする仕事をしていたと述べている。
複線電化に伴い停車時間が短くなったなどの要因で駅弁の販売量が減少したため、立ち食い店に主軸を切り替え1983年ごろに販売を終了した。駅弁の掛け紙は山下の描き下ろしである。
2009年（平成21年）1月、京王百貨店において行われた元祖・全国有名駅弁大会において、「おべんとう」（幕の内弁当）が復刻販売され、山下掛け紙が期間限定復活した。

### その他
2021年2月26日より改札脇に日本初となるテイクアウト専門の「スシロー To Go」が営業開始となった。それに伴いキオスク型のNewDaysが閉店となっている。

## 輸送上の特徴

### 定期特急停車廃止
かつては急行「もりおか」「ときわ」「奥久慈」が停車した駅であった。その後は特急「ひたち」「フレッシュひたち」も停車していたが、2005年（平成17年）7月9日のダイヤ改正で千葉県内は柏駅停車に統一され、特急の停車駅ではなくなった。その後も特急と同じ車両を使用した臨時急行列車（「ぶらり鎌倉号」、後の「ぶらり横浜・鎌倉号」など）は当駅に停車していたが、現在は停車駅ではなくなり、大方は柏駅や取手駅停車に統一された。「舞浜・東京ベイエリア号」については、12月・3月の運転時は継続して停車しているが、茨城県民の日（毎年11月13日）に運転する「わくわく舞浜号」は通過する。
上野東京ラインの開業に伴い、2015年3月21日からは当駅発着の臨時特急「踊り子」が毎週末に運行され、再び特急停車駅となった。その後、2021年2月28日をもって当駅発着の臨時特急「踊り子」の運転が終了している。

### 特別快速の通過
我孫子市では特別快速列車の当駅停車を求めている。ただ、特別快速を当駅に停車させると北千住駅 - 当駅間で快速停車駅と同一（4駅連続）となる問題が生じる。なお、東京方面行きは北千住駅で特別快速と快速が同一ホーム、土浦方面行きは上野（同一ホームであるのは日暮里）駅で急急接続しており、東京方面と当駅間において乗り換え労力を除けば特別快速の速達メリットはすでに活用されている。

### 大半の各駅停車の始発・終着駅
多くの各駅停車が当駅を始発駅・終着駅としており、当駅より取手駅まで乗り入れるのはわずかである。同区間の緩行線は、平日の日中・夜間、土休日は全時間帯で旅客列車が運行されない。

### 松戸車両センター我孫子派出所
当駅 - 天王台間には車両基地の松戸車両センター我孫子派出所があり、当駅側より入線可能な構造になっている。常磐線快速・各駅停車車両の平日の日中留置や、成田線我孫子支線で運用される車両の一部がここに入庫する。
松戸車両センター我孫子派出所の最寄り駅であることから出・入庫を兼ねた当駅始発・終着列車がある。水戸方面からの列車では土浦 - 取手間最終の普通列車は終着後当所へ入庫、翌朝出庫して当駅始発の高萩行となる。他に快速の取手までの回送がある。各駅停車には当駅発取手行きの電車が平日の朝に1本あり、これも実質的には回送に近い。なお、この電車は2017年10月14日現在の常磐線で最短距離の旅客営業列車である。また、成田線直通も含む快速は一部当駅で増・解結を行う場合がある（10両→15両への増結と15両→10両の切り離し）。なお、増・解結となるのは11 - 15号車（取手・成田寄りの5両）である。ただ、2008年現在のダイヤでは快速は15両編成での運転が多数、成田線は10両または5両編成となっており、増・解結の機会は減少した。

### 我孫子変電所

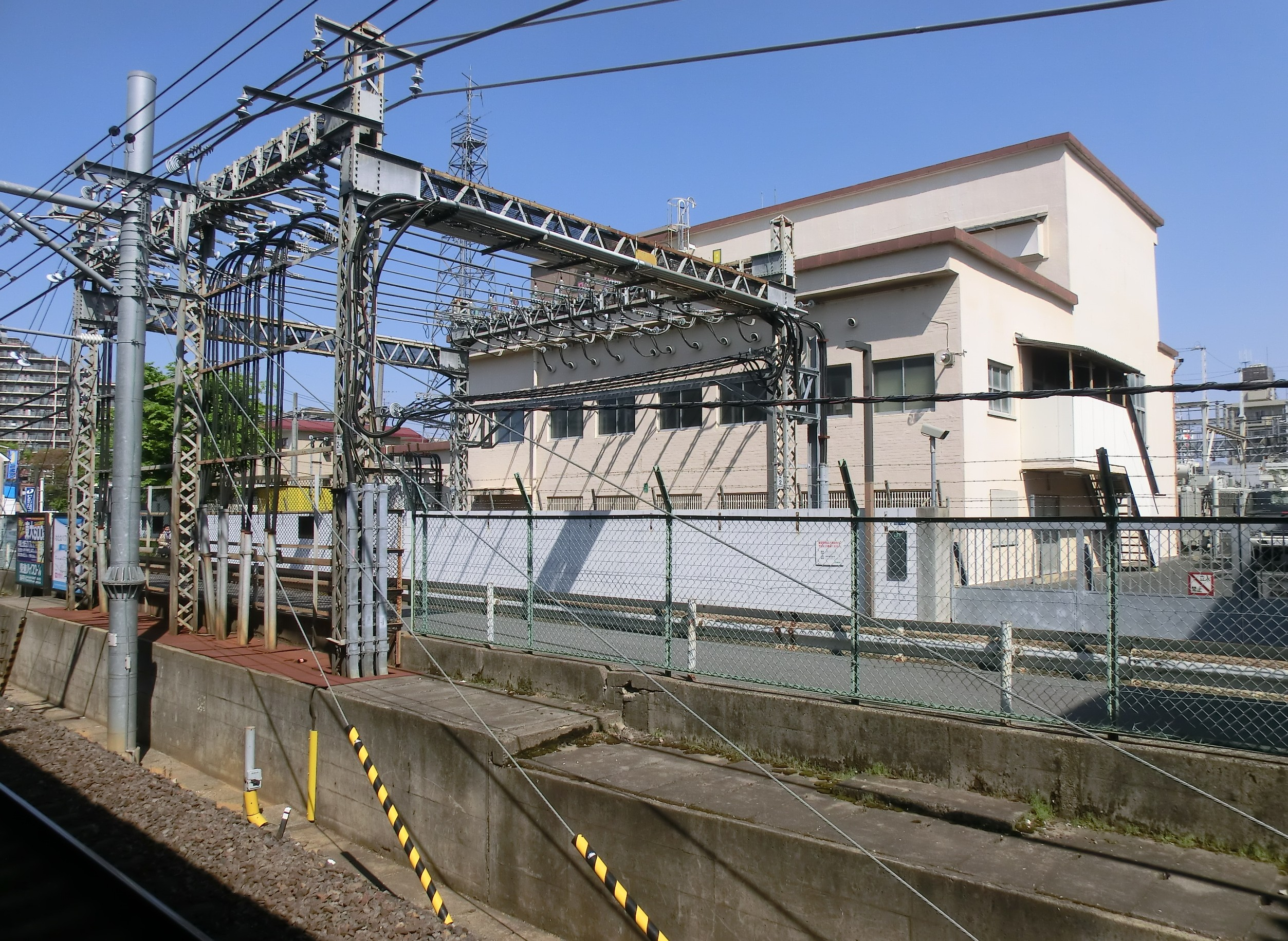
我孫子変電所（1番線ホームから）

東日本旅客鉄道 我孫子変電所は当駅北口の線路脇にあり、常磐線と成田線に電気を給電している。き電線は全部で11本ある。

## 駅名

### 同名駅
Osaka Metro御堂筋線に同名の我孫子駅がある。ただし、案内上は「あびこ駅」と表記される。また、近隣には我孫子町駅など「我孫子」を含む名前の駅がある。

### 読み
当駅の駅名は、知らないと読めない難読駅とされることもあり、『国鉄監修 交通公社の時刻表』では1965年10月号の紙面改善として国鉄全駅名の読み仮名が併記されるまで、欄外に読み仮名が書かれていた。JRの入社試験に出題されたほどであるが、行先名として頻出する運行区間沿線では逆によく知られている（最遠では神奈川県の本厚木駅辺りまで）。

## 隣の駅
東日本旅客鉄道（JR東日本）
 常磐線（快速）
■特別快速
通過
■■快速
柏駅 (JJ 07) - 我孫子駅 (JJ 08) - 天王台駅 (JJ 09)
 常磐線（各駅停車、取手行は平日朝夕時間帯のみ運転）
北柏駅 (JL 29) - 我孫子駅 (JL 30) - 天王台駅 (JL 31)
■成田線（我孫子支線）
（常磐線柏方面*） - 我孫子駅 - 東我孫子駅
*:常磐線内は快速

### 記事本文